# Naoya Fukumori
Naoya Fukumori (福森 直也 Fukumori Naoya?, Suita, Osaka, 29 de agosto de 1992) es un futbolista japonés que juega como defensa en el F. C. Imabari de la J2 League.

## Trayectoria

### Clubes
| Club            | País  | Año       |
| --------------- | ----- | --------- |
| Oita Trinita    | Japón | 2015-2019 |
| Shimizu S-Pulse | Japón | 2019-2021 |
| Vegalta Sendai  | Japón | 2021-2023 |
| F. C. Imabari   | Japón | 2024-     |